# Aleksej Vdovin
Aleksej Vladimirovič Vdovin (in russo Алексей Владимирович Вдовин?; Penza, 17 giugno 1963 – 22 luglio 2022) è stato un pallanuotista sovietico, vincitore di una medaglia di bronzo ai giochi olimpici di Barcellona 1992 e di un oro mondiale a Guayaquil 1982. Con la Dinamo Mosca vince tre campionati e due coppe sovietiche, una Coppa delle Coppe e disputa altre tre finali europee. Nel 1992 è stato ingaggiato dalla Roma, mentre nel 1994 milita nel Palermo.